# Babbitt (metal)

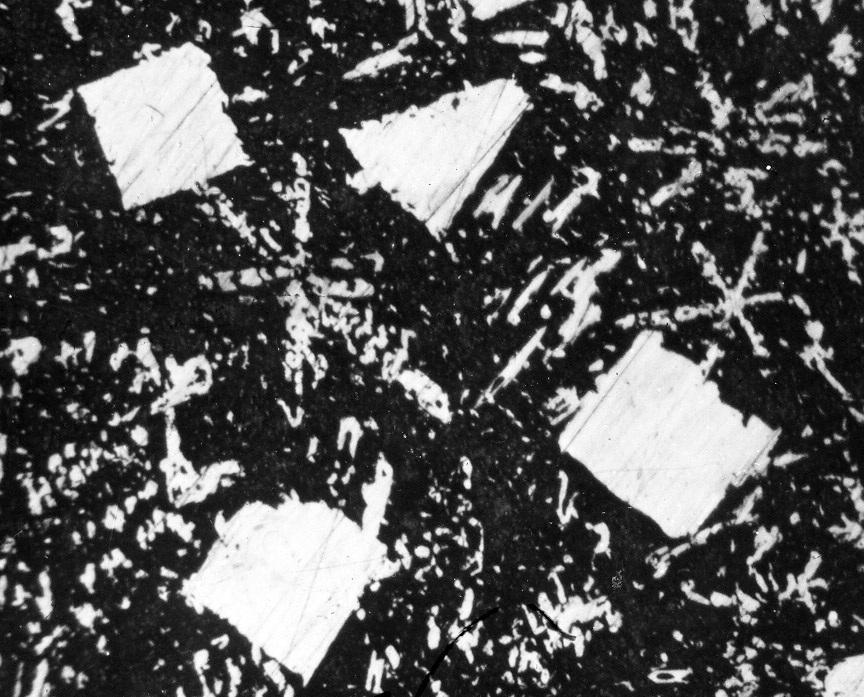
Microestructura del metal Babbitt

El metal Babbitt o metal de cojinete, es una de las distintas aleaciones utilizadas para la superficie de apoyo en un cojinete de fricción .

## Historia
El original de metal Babbitt fue inventado en 1839 por Isaac Babbitt en Taunton , Massachusetts, EE. UU..  Más tarde se desarrollaron otras composiciones (la formulación exacta de Isaac Babbitt no se conoce con certeza).  Es preferible al término "metal blanco", que también se refiere al metal de cojinete, porque " metal blanco" es un término ambiguo con significado polisémico.

## Aplicaciones
El metal Babbitt se emplea habitualmente como una capa superficial fina en un complejo, una estructura multi-metal, pero su uso original se realizaba la colada en lugar del material de cojinete. El metal Babbitt se caracteriza por su resistencia a la corrosión por frotamiento. El metal Babbitt es blando y se daña fácilmente, lo que sugiere que podría no ser adecuado para un cojinete de superficie. Sin embargo, su estructura está hecha de pequeños cristales duros dispersados en un metal más blando, lo que hace que sea un compuesto de matriz metálica. Cuando el cojinete se desgasta, el metal más blando se erosiona tanto que crea rutas para el lubricante entre los puntos duros que proporcionan la superficie de apoyo real. Cuando el estaño se utiliza como el metal más suave, la fricción hace que este se funda y funcionar como un lubricante, que protege el cojinete contra el desgaste cuando otros lubricantes están ausentes.
En la actualidad existen muchas aleaciones Babbitt. Algunas composiciones comunes son:
- 33% estaño, 67% cobre
- 89% estaño, 7% antimonio, 4% cobre
- 80% plomo, 15% antimonio, 5% estaño
- 76% cobre, 24% plomo
- 75% plomo, 10% estaño
- 67% cobre, 28% estaño, 5% plomo

Los motores de combustión interna utilizan el metal Babbitt principalmente a base de estaño ya que puede soportar una carga cíclica. A base de plomo tiende a endurecerse y desarrollar grietas al trabajar, pero es adecuado para ser mecanizado con herramientas tales como tornos o sierras.